# História oral
A história oral é o trabalho de pesquisa que faz uso de fontes orais, coletadas por meio de entrevista oral gravada, em diferentes modalidades. 
Em primeiro lugar, a emergência da história do século XX com um novo estatuto, definido por alguns como a História do tempo presente, portanto portadora da singularidade de conviver com testemunhos vivos que sob certo aspecto condicionam o trabalho do historiador, coloca obrigatoriamente em foco os depoimentos orais. Além disso, as próprias transformações das sociedades modernas e as consequentes mudanças no conteúdo dos arquivos, que cada vez mais passam a dispor de registros sonoros, impulsionam a tendência a uma revisão do papel das fontes escritas e orais. Para o suprimento de lacunas documentais, os depoimentos orais revelaram-se de grande valia.
A coleta de depoimentos pessoais mediante a utilização de um gravador iniciou-se na década de 1940 com o jornalista Allan Nevins, desenvolvedor de um programa de entrevistas voltado para a recuperação de informações acerca da atuação dos grupos dominantes norte-americanos. Esse programa veio a constituir o Columbia Oral History Office, organismo que serviu de modelo para outros centros criados nos anos 50 em bibliotecas e arquivos no Texas, Berkeley e Los Angeles. Esse primeiro ciclo de expansão do que se chamou de história oral privilegiou o estudo das elites e se atribuiu a tarefa de preencher as lacunas do registro escrito através da formação de arquivos com fitas transcritas. A partir dos anos 1950, com a invenção e difusão do gravador a fita na Europa, América do Norte e América Central por historiadores, antropólogos, cientistas políticos, sociólogos, pedagogos, teóricos da literatura,  psicólogos e outros profissionais que adquirem relatos orais como fontes para a compreensão do passado, ao lado de outros documentos, como fotografias e documentos escritos, a história oral cresce.
A plena expansão desse processo constituiu um verdadeiro boom, e teve lugar apenas na segunda metade dos anos 60, prolongando-se ao longo da década de 1970, especialmente nos EUA. As lutas pelos direitos civis, travadas pelas minorias de negros, mulheres, imigrantes, etc., seriam agora as principais responsáveis pela afirmação da história oral, que procurava dar voz aos excluídos, recuperar as trajetórias dos grupos dominados, tirar do esquecimento o que a história oficial sufocara durante tanto tempo. A história oral se afirmava, assim, como instrumento de construção de identidade de grupos e de transformação social — uma história oral militante.
A publicação da obra de Paul Thompson, The voice of the past, em 1978, radicalizou a ideia de que a história oral tem por função devolver a história do povo, promover a democratização da história em si mesma. Nesse aspecto, a História oral deveria se afirmar como uma contra-história, operando uma inversão radical nos métodos e objetos consagrados. Deveria ser uma história militante e politicamente engajada.
Enquanto nos Estados Unidos e na Inglaterra houve uma aceitação mais ampla das fontes orais na prática histórica, na França o domínio da abordagem estrutural e quantitativa da Escola dos Annales limitou a penetração da história oral, mantendo o foco no registro escrito como fonte principal para a pesquisa histórica.
O uso da história oral pode ser compreendido como uma metodologia, uma técnica, e uma disciplina.
Porém, independente de como é utilizada, é essencial que se faça uma pesquisa e o levantamento de dados, a elaboração de roteiros e entrevistas antes de se fazer o trabalho de campo. 

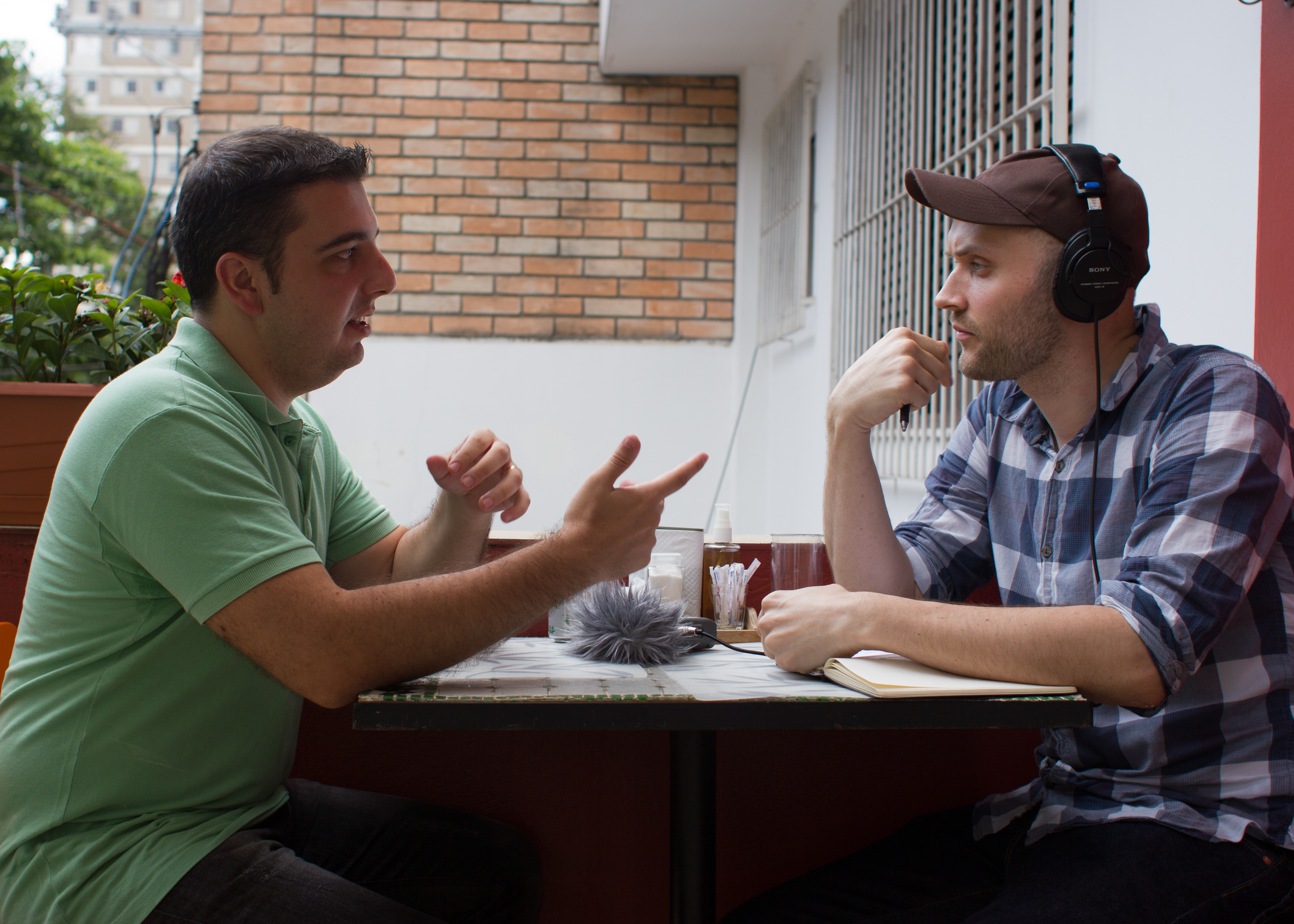
O decorrer de uma entrevista com o uso de um gravador.

## Os três diferentes entendimentos da história oral
Existem diferentes posturas a respeito da história oral. Apesar de ser numerosa a quantidade de pesquisadores que a considerem uma metodologia, ela também é entendida como uma técnica e uma disciplina. A discussão de um status que a defina é uma questão muito comum  no campo de estudo que desvenda as possibilidades de utilização.

### História oral como metodologia
Os pesquisadores que interpretam a história oral como metodologia entendem que ela é uma ponte entre a teoria e a prática, que estabelece e ordena procedimentos de trabalho, como os tipos de entrevista e suas implicações para a pesquisa, as possibilidades de transcrição das fitas gravadas, as maneiras de lidar com os entrevistados.
Com isso, cria-se uma nova definição de se fazer história, através do contato direto da fonte histórica, é possível por meios metodológicos definidos como depoimento oral (que busca através do depoimento do entrevistado, elucidar a problemática de interesse), história da vida (que consiste em ouvir a própria história do entrevistado, para que se possa absorver em algum dado momento, as informações necessárias para desenvolver seu estudo) e, relato de vida (que nada mais é que desenvolver o mesmo processo do método da história oral, porém, tendo um objeto específico a ser considerado durante seu relato).

### História oral como técnica
Os que a entendem como técnica geralmente preocupam-se com as experiências com gravações, transcrições de entrevistas, tipos de aparelhagem de som e formas de transcrição de fitas, modelos de organização de acervos, etc.
A história oral dentro desse contexto é um conjunto de procedimentos técnicos para a utilização do gravador em pesquisa e para conservação de fitas de gravação, sendo um produto do cruzamento da tecnologia do século XX com a curiosidade humana.

### História oral como disciplina
Os que a consideram uma disciplina acreditam que ela iniciou técnicas de pesquisa, procedimentos metodológicos singulares e um conjunto próprio de conceitos. Esses pesquisadores não dissociam a história oral como teoria. Na verdade, reconhecem que ela é uma área de estudos com objetivo próprio e capacidade de gerar soluções teóricas para questões surgidas na prática.

## A problemática da fonte oral

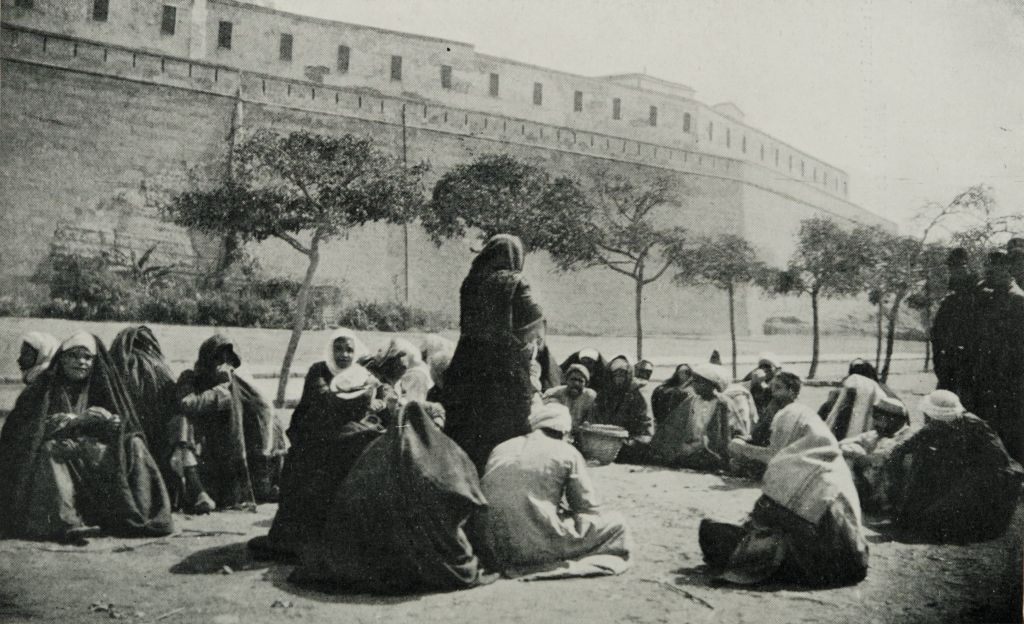
A Story-teller reciting from the "Arabian Nights." (1911) - TIMEA

A história oral se mostra inovadora ao dar atenção especial a pessoas que são consideradas excluídas da história, como por exemplo, o proletariado, as mulheres e os idosos, à história do cotidiano e vida privada, à história local e enraizada, além de possuir abordagens que priorizam uma história próxima e comum a qualquer pessoa, que foca as diferentes maneiras de ver e sentir, numa perspectiva da micro-história.
Entretanto, a credibilidade das fontes orais é regularmente questionada.
A confusão entre história e memória e entre o que é ser historiador e history maker se põe dentro do quadro de questionamento. History maker é a denominação atribuída aos autores que escrevem sobre o passado sem fazer uso das regras estabelecidas pela comunidade acadêmica, ou que recolhem depoimentos orais carregando a crença em que o relato individual expressa em si mesmo a história. Enfim, generaliza-se uma confusão entre história-objeto e história-conhecimento, entre história vivida e história como uma operação intelectual. Nos últimos tempos tem sido crescente a demanda do grande público pela história vivida e a valorização das obras dos history makers. Essa produção tem sido vista como mais atraente por apresentar uma narrativa de leitura mais agradável e de mais fácil compreensão. Estabelece-se assim uma competição entre duas formas de acesso ao passado e reatualiza-se a disputa entre amadores e profissionais. A história oral, um instrumento privilegiado para recuperar memórias e resgatar experiências de histórias vividas, tem sido amplamente utilizada por esses setores e alçada à condição de uma disciplina. Nesse caso a coleta de depoimentos e sua publicação transformam-se em um fim e si mesmo e não devem ser submetidos à análise crítica da investigação histórica.
Através da oralidade é possível a transmissão de conhecimentos da memória humana. Antes do surgimento da escrita, era comum que as pessoas passassem umas as outras seus conhecimentos oralmente, porque a memória auditiva e visual eram seus recursos era o armazenamento e transmissão da sabedoria.
A linha historiográfica que explora as relações entre memória e história rompe com uma visão determinista que limita a liberdade dos homens, coloca em evidência a construção dos atores de sua própria identidade e reequaciona as relações entre passado e presente ao reconhecer claramente que o passado é construído segundo as necessidades do presente. Ainda que baseada nas fontes escritas, possibilita uma maior abertura, capaz de neutralizar, em parte e indiretamente, as tradicionais críticas feitas ao uso das fontes orais, consideradas subjetivas e distorcidas.
Apesar de seu uso crescente, a sua credibilidade enquanto fonte é questionada por parte de alguns acadêmicos porque o entrevistado pode ter uma falha de memória, pode criar uma trajetória artificial, se auto-celebrar, fantasiar, omitir ou mesmo mentir. Mesmo diante dessa "não confiabilidade da memória", conseguiu-se estabelecer uma metodologia bem estruturada para a produção de dados a partir dos relatos orais.
O que poderia ser percebido como um problema acaba se transformando em um recurso, uma vez que o próprio entrevistador, no ato de produção da narrativa histórica, não deixa de produzir uma versão do que entendeu ter acontecido. Mesmo quando o pesquisador tem a certeza de que o entrevistado está mentindo conscientemente, cabe a ele, entrevistador, tentar entender as razões da "mentira", ou seja, quais os motivos que estão levando a pessoa a mentir, podendo ser aplicado o mesmo no caso da ilusão biográfica, quando o indivíduo faz uma produção artificial de si mesmo. 
No caso de esquecimento, para ajudar suprir essa falha, podem-se usar instrumentos que servem de apoia a memória, como fotografias, objetos e outras coisas que possam ajudar o entrevistado a se recordar melhor dos fatos em pesquisa. Críticas à expressão “história oral” ligam-se ao fato de que nas sociedades modernas não existe um discurso oral puro e à perspectiva de que um depoimento oral só ganha sua plena significação em confronto com o documento escrito. Além disso, a “história oral” traria embutida a intenção de se constituir em disciplina capaz de uma interpretação científica, escamoteando-se assim sua finalidade de produzir fontes que serão objeto de análises e interpretações. Também critica-se a noção de que a história oral seria uma outra história, uma história alternativa, mais comprometida com a militância política do que com o rigor dos métodos acadêmicos. Na visão desses críticos, a história oral, tanto dos vencidos como dos vencedores, estaria marcada por deformações ideológicas. Diferentemente, o uso da expressão “fontes orais” parece encontrar uma aceitação maior. A denominação é ampla e pode ser aplicada a qualquer depoimento oral, produzido por qualquer indivíduo e em qualquer circunstância, sem nenhuma preparação prévia. Há aí uma diferença em relação à história oral, que pressupõe a produção de uma fonte oral específica resultante de um processo de elaboração e pesquisa por parte de um especialista. O emprego generalizado da expressão “fonte oral” conduziria à equiparação de uma fonte produzida pelo historiador com qualquer outra fonte oral, revelando mais uma vez uma desvalorização do método da história oral.
Outra forte crítica à fidedignidade das fontes orais é a que elas são carregadas de subjetividade. Essa subjetividade muitas vezes é percebida, mas é ela que muitas vezes faz a diferença, pois as fontes orais contam-nos não apenas o que um povo ou um indivíduo fez, mas também os seus anseios, o que acreditavam estar fazendo ou fizeram. Nas sociedades modernas, o discurso oral puro é  e à perspectiva de que um depoimento oral só ganha sua plena significação em confronto com o documento escrito. Além disso, a “história oral” traria embutida a intenção de se constituir em disciplina capaz de uma interpretação científica,
Poucos pesquisadores acreditam que documentos escritos são "mais confiáveis" do que as fontes orais. Note-se que, corriqueiramente, esses documentos não passam de transmissões de relatos orais, sendo produzidos por homens, susceptíveis das mesmas "falhas". Edward Hallett Carr crítica esse "fetichismo" dos documentos, ao referir que 
nenhum documento pode nos dizer mais do que aquilo que o autor pensava – o que ele pensava que havia acontecido, queria que os outros pensassem que ele pensava, ou mesmo apenas o que ele próprio pensava pensar. Nada disso significa alguma coisa, até que o historiador trabalhe sobre esse material e decifre-o.
Um outro aspecto negativo do uso das fontes orais apontado pelos historiadores é a dificuldade de controle da comunidade acadêmica sobre as fontes produzidas a partir de entrevistas, pelo fato de estas permanecerem nas mãos de pesquisadores individuais, não sendo facultada sua consulta aos demais interessados. Para contornar essa dificuldade, muitos arquivos e bibliotecas têm criado acervos de depoimentos orais produzidos por seus pesquisadores, mas também abertos para o recebimento e arquivamento de conjuntos de depoimentos produzidos por pesquisadores externos, como é o caso do Arquivo da Cidade de Barcelona.
Mas, como qualquer outro documento, as fontes orais merecem um minucioso trabalho de crítica e interpretação, cabendo ao pesquisador usar a história oral de maneira correta e buscar os fatos que forem relevantes ao seu trabalho, porque a partir dos depoimentos orais é possível ter infinitas representatividades. Segundo Gwyn Prins, na história oral pode-se fazer duas divisões ao se tratar de relatos: a primeira é uma tradição oral que representa um testemunho oral transmitido de geração em geração, e outra, que é considerada uma reminiscência pessoal, uma evidência oral específica das experiências de vida do entrevistado.

## A produção da memória

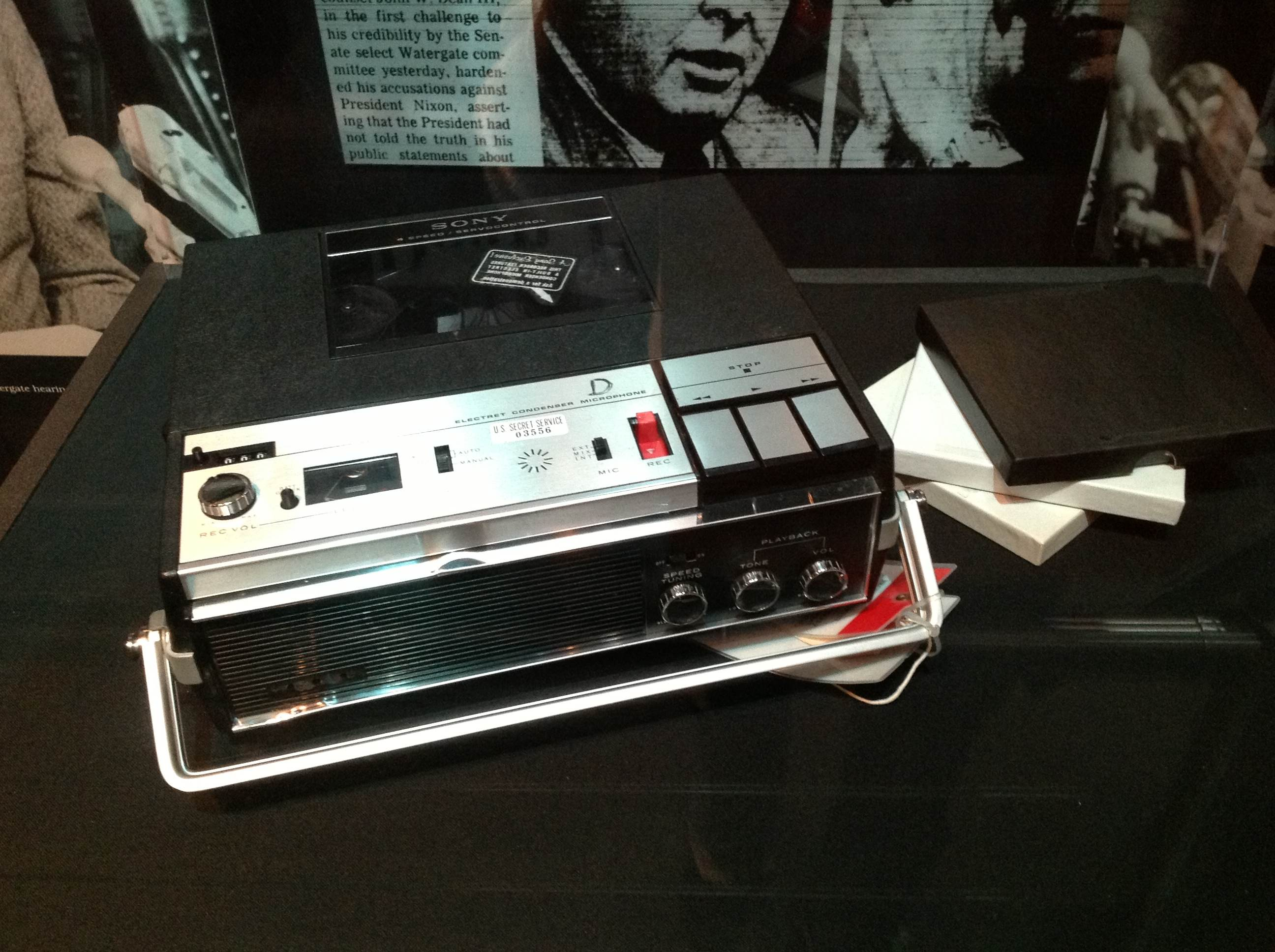
O gravador a fita foi um grande expoente para o desenvolvimento da história oral.

Voltada para o passado, a história oral se engaja na produção de memória a partir dos vestígios que podem ser encontrados no presente.
A invenção do gravador a fita nos Estados Unidos, na Europa e no México nos anos 50 foi expressiva à história oral. A partir desta criação foi possível a gravação das narrações, possibilitando o armazenamento da memória oral. 
Antes de gravar os testemunhos, o pesquisador deve selecionar os entrevistados, o local das entrevistas e elaborar o roteiro das entrevistas.
A transcrição das entrevistas é responsável por transformar os objetos auditivos em visuais.
Ela deve ser feita o quanto antes, e de preferência pelo próprio entrevistador. Posteriormente, ela passa a constituir um acervo de entrevistas, sendo preservada junto com as gravações, podendo também ser publicada, de acordo com os objetivos do projeto.
A memória não se acomoda em ser um depositário passivo de fatos, pois também é um processo ativo de criação de significações. Portanto, o trabalho histórico que se pode fazer com as fontes orais é infindável.

## História oral no Brasil
A história oral foi introduzida no Brasil com a criação do Programa de História Oral do Centro de Pesquisa e Documentação de História Contemporânea do Brasil - CPDOC, da Fundação Getúlio Vargas, na década de 1970, crescendo e adquirindo adeptos ao longo dos anos. Em 29 de abril de 1994, foi criada durante o II Encontro Nacional de História Oral, a Associação Brasileira de História Oral, que reúne membros de todas as regiões do país em encontros regionais e nacionais, e edita uma revista e um boletim, estimulando a discussão entre os pesquisadores e praticantes da metodologia em todo o Brasil.
Outras instituições trabalham atualmente com a história oral; dentre elas se destaca o Núcleo de Estudos em História Oral – NEHO da Universidade de São Paulo - USP, que possui uma revista dedicada à divulgação de trabalhos relacionados com pesquisa em história oral. Além de sofisticado tratamento dado às entrevistas no processo de materialização, o NEHO se utiliza da transcriação para etapa precedente à da conferência e autorização por parte do narrador/colaborador. Atualmente, coordenam o NEHO/USP os professores José Carlos Sebe Bom Meihy (seu fundador) e Leandro Seawright. Recentemente, Meihy e Seawright publicaram a obra "Memórias e Narrativas: História Oral Aplicada" (Editora Contexto, 2020), que é uma retomada teórico-metodológica que reconsidera a história oral no campo da memória de expressão oral.
O trabalho da história oral no país consiste na gravação de entrevistas e na edição de depoimentos, tendo ou não aprofundamento teórico-metodológico.
Também é comum o uso de entrevistas, associadas a fontes escritas, como aquisição de informações para a elaboração de teses e trabalhos de pesquisa, sem qualquer discussão sobre a natureza das fontes e seus problemas.